# Elsa von Freytag-Loringhoven
Elsa von Freytag-Loringhoven, precedentemente Elsa Plötz e Elsa Endell (Swinemünde, 12 luglio 1874 – Parigi, 15 dicembre 1927), è stata un'artista e poetessa tedesca.

## Biografia

### Gioventù
Elsa Plötz nacque a Swinemünde da Adolf Plötz, un muratore che nei suoi resoconti definiva violento e manipolativo, e da Ida Marie Kleist, verso la quale mostrava invece profonda ammirazione. Lavorò come attrice e interprete di vaudeville entrando in contatto con molti artisti di Berlino e Monaco, soggiornando anche in Italia. Successivamente studiò arte a Dachau, vicino a Monaco. Sposò l'architetto berlinese August Endell in un servizio civile il 22 agosto 1901 a Berlino, diventando Elsa Endell. Ebbero una cosiddetta "relazione aperta" e, nel 1902, iniziò a provare un'attrazione sentimentale nei confronti di un amico di Endell: il poeta e traduttore Felix Paul Greve (che in seguito cambierà nome in Frederick Philip Grove). In seguito il trio soggiornò a Palermo 1903. Endell e suò marito divorziarono tre anni più tardi. Sebbene la loro separazione fosse acrimoniosa, Elsa Endell dedicò diverse poesie satiriche al suo ex marito. Nel 1906, lei e Greve tornarono a Berlino, dove si sposarono il 22 agosto 1907.

### Carriera artistica
Nel 1909, Greve era in gravi difficoltà finanziarie. Con l'aiuto di sua moglie, inscenò un suicidio e partì per il Nord America alla fine di luglio 1909. Nel luglio del 1910 Elsa si unì a lui negli Stati Uniti, dove gestirono una piccola fattoria a Sparta, nel Kentucky, non lontano da Cincinnati. Greve la abbandonò nel 1911 e si trasferì prima in una fattoria nei pressi di Fargo e successivamente nel Manitoba (Canada) nel 1912. Elsa Endell iniziò a lavorare come modella per artisti a Cincinnati e fece rotta verso est attraverso la Virginia Occidentale e Philadelphia, prima di sposare il suo terzo marito, il barone tedesco Leopold von Freytag-Loringhoven (figlio di Hugo von Freytag-Loringhoven), nel novembre 1913 a New York. In seguito divenne nota come "Elsa von Freytag-Loringhoven, la baronessa dadaista".
A New York, Freytag-Loringhoven si mantenne lavorando in una fabbrica di sigarette e come modella per artisti e fotografi come Louis Bouché, George Biddle, Man Ray, George Grantham Bain e Teresa Bernstein.
Verso la fine degli anni dieci, la Baronessa pubblicò delle cosiddette poesie portachiavi in miniatura nella rivista The Little Review, nota per aver edito opere letterarie sperimentali come l'Ulisse di James Joyce. Divenne inoltre una delle pioniere della poesia sonora e del dadaismo.
L'artista fece scalpore adornandosi con oggetti utilitaristici come cucchiai, barattoli di latta, anelli per tende e detriti stradali talvolta creando veri e propri costumi. Secondo le intenzioni dell'artista, tali abiti sarebbero stati una sorta di "collage vivente" che avrebbero cancellato i confini tra la vita e l'arte e sarebbero serviti per criticare le nozioni della borghesia della bellezza femminile e del valore economico. L'uso da parte della baronessa del proprio corpo come medium era deliberato e le avrebbe permesso di trasformarsi in uno specifico tipo di spettacolo che le donne del tempo, conformate a certi vincoli di femminilità, non avrebbero mai voluto incarnare. Così facendo, professò i diritti degli omosessuali, scardinò le aspettative di presentazione della femminilità apparendo androgina, attinse le idee dall'egocentrismo delle donne e sulla politica sessuale, e pose l'accento sulle sue aspettative anti-consumistiche e anti-estetiche.
Sono rinvenute a noi poche opere della Baronessa fra cui dei ready-made come Enduring Ornament (1913)  Earring-Object (ca. 1917-1919), Cathedral (ca. 1918) e Limbswish (ca. 1920).
Secondo alcune fonti, alcune opere che si pensava appartenessero ad alcuni artisti del periodo sarebbero in realtà della Baronessa. Un'opera dal titolo God (1917), ad esempio, è sempre stata attribuita per diversi anni al solo Morton Schamberg fino a quando si scoprì che l'opera venne in realtà realizzata da Schamberg insieme a Freytag-Loringhoven. God consiste in una trappola idraulica in ghisa e una scatola in legno che combinate insieme assumono un aspetto fallico. Il suo concetto dietro la forma e la scelta dei materiali è indicativo del suo commento sull'adorazione e l'amore che gli americani hanno per le tubature che trionfa su tutto il resto; inoltre, rivela il rifiuto della tecnologia da parte della baronessa.

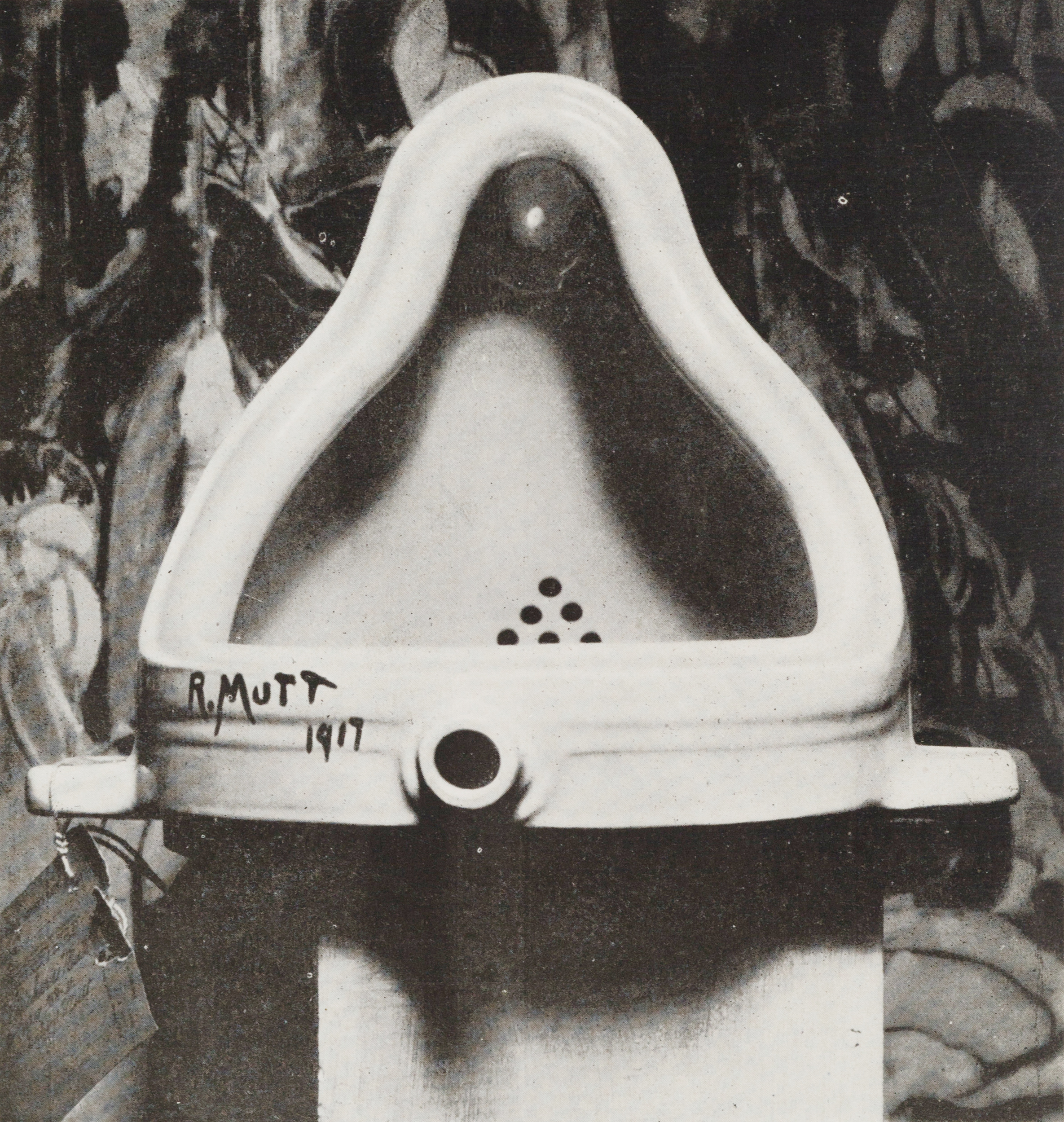
Fontana di Marcel Duchamp (1917)

Fontana (1917), che è probabilmente il più importante ready-made dadaista, risulta connesso alla figura di Freytag-Loringhoven. In una lettera scritta da Marcel Duchamp a sua sorella Suzanne (datata 11 aprile 1917), l'artista francese fa riferimento al famoso ready-made: "Una delle mie amiche con uno pseudonimo maschile, Richard Mutt, mi ha inviato un orinatoio di porcellana facendolo passare per una scultura." La storica di letteratura Irene Gammel suggerì nel 2002 che la" amica "in questione era la baronessa. Duchamp non riuscì a identificare la sua amica, ma si presume che possano essere, oltre alla Baronessa, l'alter ego femminile di Duchamp Rrose Sélavy Elsa von Freytag-Loringhoven; o la poetessa dada Louise Norton (che in seguito sposerà il compositore Edgard Varèse), che contribuì con un saggio a The Blind Man discutendo di Fontana, e il cui indirizzo è parzialmente visibile sul biglietto d'ingresso cartaceo nella fotografia di Alfred Stieglitz. Tuttavia, il fatto che Duchamp avesse scritto "inviato" e non "fatto", non indica che qualcun altro abbia creato il lavoro. Inoltre, non ci sono prove documentarie o testimoniali che suggeriscano che von Freytag abbia creato Fontana.

### Il ritorno in Europa e la morte
Nel 1923, Freytag-Loringhoven tornò a Berlino, in cerca di migliori opportunità, ma invece trovò una Germania devastata economicamente dopo la prima guerra mondiale. Nonostante le sue difficoltà economiche nella Repubblica di Weimar, rimase in Germania. Diversi amici nella comunità degli espatriati, specialmente Bryher, Djuna Barnes, Berenice Abbott e Peggy Guggenheim, le fornirono supporto emotivo e finanziario. La stabilità mentale di Freytag-Loringhoven migliorò quando si trasferì a Parigi. Morì il 14 dicembre 1927 per soffocamento di gas nel suo appartamento.
Le dinamiche della sua morte non sono mai state chiarite. È sepolta nel cimitero di Père-Lachaise, a Parigi.